# Dioclea guianensis
Dioclea guianensis är en ärtväxtart som beskrevs av George Bentham. Dioclea guianensis ingår i släktet Dioclea och familjen ärtväxter. IUCN kategoriserar arten globalt som livskraftig.

## Underarter
Arten delas in i följande underarter:
- D. g. guianensis
- D. g. lasiophylla